# Andrea Hatle
Andrea Hatle (* 11. Juni 1965 in Teplice, Tschechoslowakei) ist eine frühere deutsche Rennrodlerin. Mitte der 1980er Jahre gehörte sie zu den besten Rennrodlerinnen Westdeutschlands.
Andrea Hatle startete für den RC Berchtesgaden. Bei den Junioren-Europameisterschaften 1982 in Lake Placid wurde sie 12., ein Jahr später bei den Junioren-Europameisterschaften in Igls Elfte. Erfolgreicher war sie, nachdem sie nicht mehr bei den Junioren startete. Erste internationale Meisterschaft bei den Frauen waren die Weltmeisterschaften 1983 in Igls, bei denen Hatle 17. wurde. Bei den Rennrodel-Europameisterschaften 1984 in Olang wurde sie zeitgleich mit der Österreicherin Annefried Göllner Fünfte. Höhepunkt der Karriere wurde die Teilnahme an den Olympischen Winterspielen 1984 in Sarajevo, bei denen sie Achte wurde. Auf der Olympischen Bahn gewann Hatle zum Auftakt der Saison 1984/85 ihr einziges Weltcuprennen. Bei den Weltmeisterschaften 1985 in Oberhof erreichte sie dieselbe Platzierung wie bei den Olympischen Spielen im Jahr zuvor. National gewann Hatle 1984 in Winterberg und 1985 auf der Kombinierten Kunsteisbahn am Königssee bei den Deutschen Meisterschaften die Titel.

## Erfolge

### Weltcupsiege
Einzel
| Nr. | Datum         | Ort      | Bahn                                  |
| --- | ------------- | -------- | ------------------------------------- |
| 1.  | 16. Dez. 1984 | Sarajevo | Trebevic – Bob- und Rennschlittenbahn |